# Луј Антоан де Сен-Жист
Луј Антоан де Сен-Жист, познатији као Сен-Жист (Десиз, 25. август 1767 – Париз, 28. јула 1794) био је један од вођа Јакобинаца током Француске револуције.

## Биографија
Сен-Жист је на почетку Револуције припадао странци Монтањара. Године 1792. био је најмлађи заступник у Конвенту. Убрзо је постао једна од кључних фигура Револуције. Предводио је захтеве за погубљење краља Луја и израдио нацрт за устав Монтањара. Сен-Жист је био близак пријатељ Максимилијана Робеспјера. Након смењивања Жоржа Дантона, Максимилијан и Сен-Жист постају представници Комитета јавног спаса, извршног органа Прве француске републике. На фронту је наметнуо војсци строгу дисциплину. У Паризу је подржавао Робеспјеров револуционарни терор. Убрзо је постао једна од најзначајнијих личности Јакобинске диктатуре. Каснији историографи дали су му надимак "Анђео Смрти". Организовао је хапшење и погубљења многих великана Револуције. Термидорска реакција збацила је Јакобинце са власти. Сен-Жист се није опирао хапшењу. Заједно са Робеспјером и другим Јакобинцима, Сен-Жист је погубљен на гиљотини 28. јула 1794. године. 